# 32. Turniej Czterech Skoczni
32. Turniej Czterech Skoczni był częścią Pucharu Świata w skokach narciarskich w sezonie 1983/1984. Rozgrywany był od 30 grudnia 1983 do 6 stycznia 1984.
Turniej w świetnym stylu wygrał  Jens Weißflog.

## Oberstdorf
Data: 30 grudnia 1983

Państwo:  RFN

Skocznia: Schattenbergschanze

### Wyniki konkursu
| Poz. | Imię i nazwisko      | Narodowość | Punkty |
| ---- | -------------------- | ---------- | ------ |
| 1.   | Klaus Ostwald        | NRD        | 220,7  |
| 2.   | Jens Weißflog        | NRD        | 213,5  |
| 3.   | Ole Gunnar Fidjestøl | Norwegia   | 199,6  |
| 4.   | Matti Nykänen        | Finlandia  | 199,4  |
| 5.   | Andreas Felder       | Austria    | 198,1  |
| 6.   | Thomas Klauser       | RFN        | 197,2  |
| 7.   | Roger Ruud           | Norwegia   | 196,5  |
| 8.   | Manfred Deckert      | NRD        | 195,8  |
| 9.   | Piotr Fijas          | Polska     | 195,5  |
| 10.  | Holger Freitag       | NRD        | 195,1  |

## Garmisch-Partenkirchen
Data: 1 stycznia 1984

Państwo:  RFN

Skocznia: Große Olympiaschanze

### Wyniki konkursu
| Poz. | Imię i nazwisko         | Narodowość        | Punkty |
| ---- | ----------------------- | ----------------- | ------ |
| 1.   | Jens Weißflog           | NRD               | 222,2  |
| 2.   | Hansjörg Sumi           | Szwajcaria        | 209,0  |
| 3.   | Klaus Ostwald           | NRD               | 207,8  |
| 4.   | Jeff Hastings           | Stany Zjednoczone | 207,6  |
| 5.   | Matti Nykänen           | Finlandia         | 207,3  |
| 6.   | Jari Puikkonen          | Finlandia         | 203,2  |
| 7.   | Ole Christian Eidhammer | Norwegia          | 202,4  |
| 8.   | Ole Gunnar Fidjestøl    | Norwegia          | 200,9  |
| 9.   | Per Bergerud            | Norwegia          | 198,0  |
| 9.   | Primož Ulaga            | Jugosławia        | 198,0  |

## Innsbruck
Data: 4 stycznia 1984

Państwo:  Austria

Skocznia: Bergisel

### Wyniki konkursu
| Poz. | Imię i nazwisko      | Narodowość | Punkty |
| ---- | -------------------- | ---------- | ------ |
| 1.   | Jens Weißflog        | NRD        | 224,1  |
| 2.   | Matti Nykänen        | Finlandia  | 207,6  |
| 3.   | Jari Puikkonen       | Finlandia  | 205,4  |
| 4.   | Klaus Ostwald        | NRD        | 200,3  |
| 5.   | Ole Gunnar Fidjestøl | Norwegia   | 198,2  |
| 6.   | Per Bergerud         | Norwegia   | 197,4  |
| 7.   | Pentti Kokkonen      | Finlandia  | 195,2  |
| 8.   | Andreas Felder       | Austria    | 188,9  |
| 9.   | Peter Rohwein        | RFN        | 186,9  |
| 10.  | Primož Ulaga         | Jugosławia | 185,5  |

## Bischofshofen
Data: 6 stycznia 1984

Państwo:  Austria

Skocznia: Paul-Ausserleitner-Schanze

### Wyniki konkursu
| Poz. | Imię i nazwisko         | Narodowość     | Punkty |
| ---- | ----------------------- | -------------- | ------ |
| 1.   | Jens Weißflog           | NRD            | 238,1  |
| 2.   | Per Bergerud            | Norwegia       | 218,9  |
| 3.   | Primož Ulaga            | Jugosławia     | 217,7  |
| 4.   | Horst Bulau             | Kanada         | 215,6  |
| 5.   | Klaus Ostwald           | NRD            | 213,5  |
| 6.   | Matti Nykänen           | Finlandia      | 211,6  |
| 7.   | Pavel Ploc              | Czechosłowacja | 211,3  |
| 8.   | Rolf Åge Berg           | Norwegia       | 200,2  |
| 8.   | Jari Puikkonen          | Finlandia      | 200,2  |
| 10.  | Ole Christian Eidhammer | Norwegia       | 199,1  |

## Klasyfikacja generalna
| Poz. | Skoczek              | Kraj              | Punkty |
| ---- | -------------------- | ----------------- | ------ |
| 1.   | Jens Weißflog        | NRD               | 897,9  |
| 2.   | Klaus Ostwald        | NRD               | 842,3  |
| 3.   | Matti Nykänen        | Finlandia         | 825,9  |
| 4.   | Jari Puikkonen       | Finlandia         | 791,9  |
| 5.   | Ole Gunnar Fidjestøl | Norwegia          | 790,5  |
| 6.   | Per Bergerud         | Norwegia          | 789,9  |
| 7.   | Pavel Ploc           | Czechosłowacja    | 785,3  |
| 8.   | Pentti Kokkonen      | Finlandia         | 768,2  |
| 9.   | Jeff Hastings        | Stany Zjednoczone | 761,3  |
| 10.  | Andreas Felder       | Austria           | 755,8  |